# Maggie Hassan
Margaret "Maggie" Hassan (27 de febrero de 1958) es una política estadounidense perteneciente al partido Demócrata. Desde 2017 representada al estado de Nueva Hampshire en el Senado. Hasta ese año, fue la gobernadora No. 81 de ese estado.

## Trayectoria

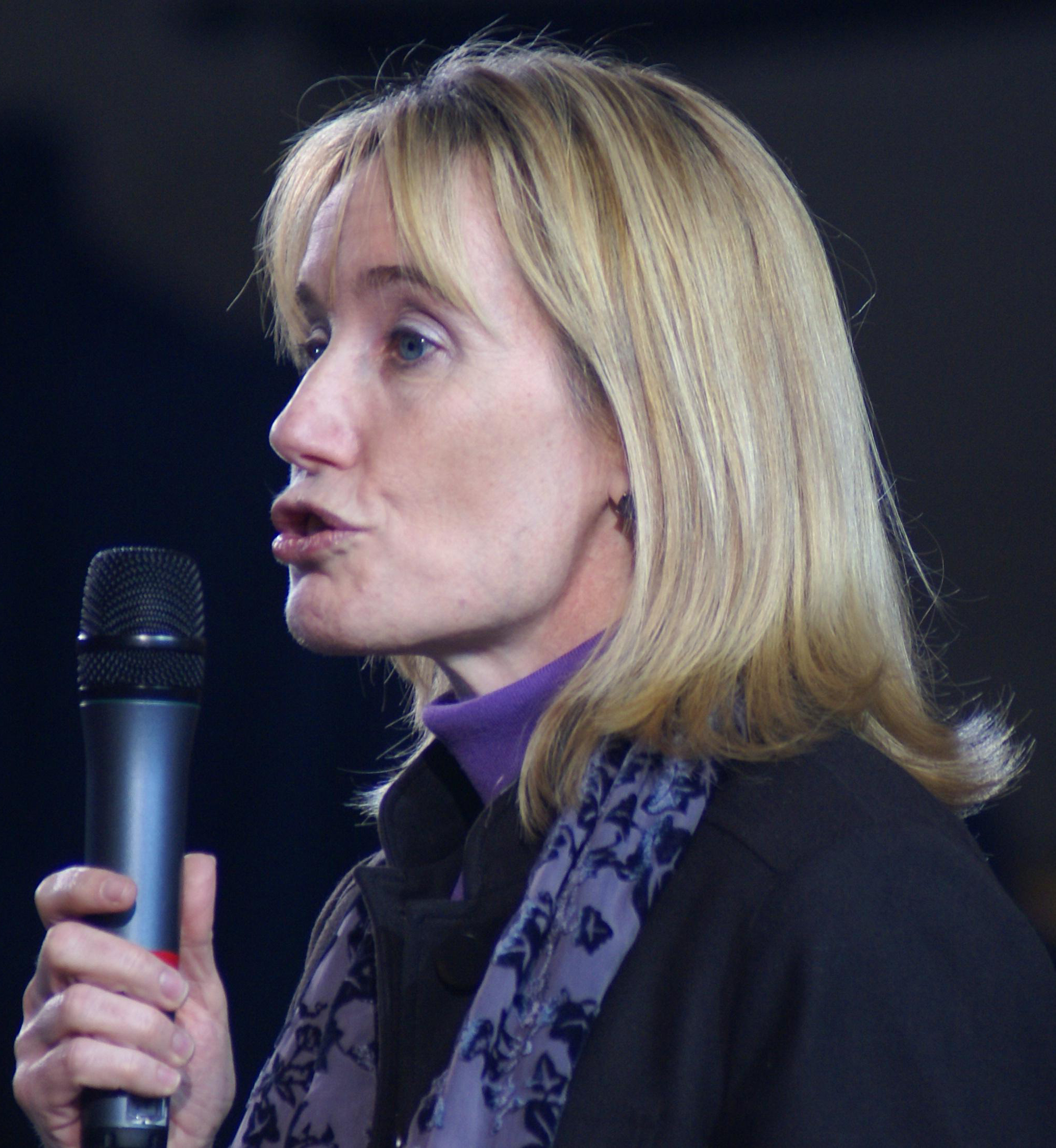
Hassan durante la precampaña de Hillary Clinton a la Presidencia en 2007

Nacida en Boston, Massachusetts en 1958, Maggie Hassan se crio en el pueblo de Lincoln, MA y se graduó en leyes en la Universidad Brown en 1980. Obtuvo el título de juris doctor por la Universidad Northeastern en 1985 y ejerció su profesión de manera privada a partir de este año, incluso entre 1993 y 1996, cuando actuó como integrante de la asesoría jurídica adjunta del Hospital Brigham and Women's de Boston, Massachussets. Fue elegida para el Senado de Nueva Hampshire en 2004.
En octubre de 2011, Hassan anunció su candidatura para gobernadora de Nuevo Hampshire. Fue elegida gobernadora en diciembre de 2012 y tomó posesión del cargo el 3 de enero de 2013. En 2015 anunció su candidatura para senadora de  los Estados Unidos en 2016, cargo que obtuvo en las elecciones generales del 8 de noviembre de 2016. La delegación de Nueva Hampshire incluye a la primera mujer (Jeanne Shaheen) y a la segunda (la propia Hassan) en ser elegidas primero gobernadora y después senadora en la historia de los Estados Unidos.

## Vida personal
Hassan está casada con Thomas Hassan, director de la Academia Phillips de Exeter. Tienen dos hijos que residen en la ciudad de Exeter. La pareja decidió no ocupar la residencia oficial del gobernador de Nueva Hampshire en Concord.